# Busan Hatsu ~Kankoku Series Best~
Albums de Yuki Maeda
Maeda Yuki Zenkyoku Shū ~Kenchana~
(2009)
Singles
 Busan Hatsu ~Kankoku Series Best~  (釜山発 ~韓国シリーズベスト~) est un mini-album de Yuki Maeda sorti le 23 novembre 2011 au Japon sous le label Rice Music. C'est en fait une compilation des six chansons parues en faces "A et B" de ses trois derniers singles d'alors, toutes sur le thème de la Corée, composées par un artiste coréen, et portant parfois un titre coréen. 
L'album contient en plus une deuxième version inédite ré-interprétée en coréen de la chanson du dernier single homonyme Busan Hatsu, et une reprise d'une populaire chanson de même thème : Busan Kō e Kaere. Les deux titres du  single le plus ancien étaient déjà parus sur le premier album de la chanteuse sorti deux ans auparavant : Zenkyoku Shū ~Kenchana~

## Liste des titres
1. Kenchana ~Daijōbu~  (ケンチャナ～大丈夫～?) (9e single)
2. Seoul no Ame  (ソウルの雨?) ("face B" du précédent)
3. Mianeyo ~Gomen Nasai~  (ミアネヨ～ごめんなさい～?) (10e single)
4. Eien  (永縁?) ("face B" du précédent)
5. Busan Hatsu  (釜山発?) (11e single)
6. Saranghae ~Aishiteru~  (サランへ～愛してる～?) ("face B" du précédent)
7. Busan Hatsu (Kankokugo Version)  (...韓国語バージョン?)
8. Busan Kō e Kaere  (釜山港へ帰れ?)